# Kaspars Gerhards
Kaspars Gerhards (ur. 7 lutego 1969 w Jełgawie) – łotewski polityk i ekonomista, w latach 2007–2009 minister gospodarki, w okresie 2009–2010 minister transportu, od 2014 do 2019 minister ochrony środowiska i rozwoju regionalnego, w latach 2019–2022 minister rolnictwa.

## Życiorys
W latach 1987–1993 studiował na wydziale ekonomii Uniwersytetu Łotwy w Rydze, następnie kształcił się na Westfalskim Uniwersytecie Wilhelma w Münsterze.
W latach 1991–1993 pracował jako ekonomista i dyrektor wykonawczy w spółce „Selga”, następnie był asystentem ministra gospodarki (1993–1995) oraz kierownikiem projektu w norwesko-łotewskim funduszu rozwoju przedsiębiorczości (1995–1996). Od 1996 do 1999 zatrudniony w kancelarii prezydenta jako doradca do spraw gospodarczych, w latach 1999–2007 sprawował funkcję sekretarza stanu w Ministerstwie Gospodarki. W rządzie Ivarsa Godmanisa stanął na czele tego resortu (2007–2009). Od 2009 do 2010 pełnił funkcję ministra transportu w rządzie Valdisa Dombrovskisa. W wyborach w 2010 nie uzyskał mandatu poselskiego, startując z ramienia VL-TB/LNNK. Wchodził następnie w skład organów zarządczych przedsiębiorstw „Elektroniskie sakari” i „LDZ Cargo”.
W listopadzie 2014 objął stanowisko ministra rozwoju regionalnego i ochrony środowiska w drugim rządzie Laimdoty Straujumy. Stanowisko zachował w powołanym w lutym 2016 rządzie Mārisa Kučinskisa. W utworzonym w styczniu 2019 rządzie Artursa Krišjānisa Kariņša został natomiast ministrem rolnictwa; stanowisko to zajmował do grudnia 2022.

## Odznaczenia
- Order Księcia Jarosława Mądrego III klasy (Ukraina, 2008)[4]